# Janis Kutsocheras
Janis Kutsocheras, gr. Γιάννης Κουτσοχέρας (ur. 18 kwietnia 1906 w Tirnawos, zm. 28 sierpnia 1994) – grecki polityk, poeta, pisarz i prawnik, parlamentarzysta krajowy i eurodeputowany.

## Życiorys
Studiował prawo na Uniwersytecie Narodowym im. Kapodistriasa w Atenach, następnie kształcił się na Uniwersytecie Paryskim w zakresie prawa, ekonomii, literaturoznawstwa, filozofii, socjologii i teatrologii. Zajął się działalnością literacką, opublikował kilkadziesiąt książek (głównie prozy), a także 26 tomików poezji. Jego prace tłumaczono na języki obce. Wyróżniony nagrodami międzynarodowymi, europejskimi i krajowymi za dorobek poetycki, kilkukrotnie nominowano go także do Nagrody Nobla w dziedzinie literatury.
Działał w Unii Centrum i Ogólnogreckim Ruchu Socjalistycznym. Pełnił funkcję radnego miejskiego Aten. W kadencji 1964–1967 po raz pierwszy był członkiem Parlamentu Hellenów z okręgu Achaja, ponownie zasiadał w nim od 1974 do 1985 z okręgów obejmujących Ateny. Jako deputowany brał udział m.in. w pracach nad reformą z 1981 upraszczającą ortografię języka greckiego. Od 1 stycznia do 18 października 1981 wykonywał mandat posła do Parlamentu Europejskiego w ramach delegacji krajowej. Przystąpił do Grupy Socjalistów, należał do Komisji ds. Młodzieży, Kultury, Edukacji, Informacji i Sportu. Od 1985 do 1988 pozostawał ambasadorem Grecji przy UNESCO.
Był żonaty z Leną N. Strefi. Poświęcono mu m.in. książkę biograficzną napisaną przez Leontiosa Petmezasa.